# Зонтиков, Николай Александрович
Никола́й Алекса́ндрович Зо́нтиков (24 января 1956, Кострома) — советский и российский историк-краевед. Кандидат исторических наук (декабрь 2003). Ликвидатор аварии на Чернобыльской АЭС. Заслуженный работник культуры РФ (2002). Один из авторов «Православной энциклопедии».

## Биография и научная деятельность
Окончил среднюю школу № 18 Костромы. В 1975 году работал резчиком шпона на фанерном комбинате. В 1975—1977 годах проходил службу в армии. В 1977 году в течение трёх месяцев работал младшим научным сотрудником в Государственном архиве Костромской области. В 1978—1983 годах обучался в историческом факультете МГУ. В 1983—1986 годах работал заведующим Островским филиалом Псковского музея-заповедника. В 1986—1989 годах — экскурсоводом Костромского бюро путешествий и экскурсий. Принимал участие в ликвидации аварии на Чернобыльской АЭС. В 1988—1990 годах участвовал в работе общественного объединения «Почин» при Костромском областном отделении Всероссийского фонда культуры. В 1989—1990 годах был начальником производственной группы по охране и использованию памятников истории и культуры Костромского областного управления культуры. В 1990—1996 годах работал учителем истории в Рубиловской неполной средней школы Пушкиногорского района Псковской области. С 1996 года исследует историю Костромской епархии. В 1998—2010 годах читал курс краеведения в Костромской духовной семинарии.
В 1998—2013 годах был ответственным секретарём Костромского представительства Научно-редакционного Совета по изданию «Православной энциклопедии». Представительство включает Костромскую, Ярославскую и Ивановскую области. Редактор краеведческого альманаха «Костромская земля».
Зонтиков исследовал историю храмов и монастырей, а также святынь и святых Костромской земли, биографии Ивана Сусанина, Николая Некрасова, Дважды Героя Социалистического Труда П. А. Малининой, костромских краеведов А. А. Григорова, Д. Ф. Белорукова и др.

## Звания и награды
- Орден святого благоверного князя Даниила Московского III степени (1998)
- Заслуженный работник культуры РФ (2002)
- Орден святителя Макария митрополита Московского (2002)
- Орден преподобного Сергия Радонежского III степени (2006)
- Муниципальная премия имени академика Д. С. Лихачёва[1]

## Публикации
Автор более 200 работ по истории города Костромы и Костромской области.
- Иван Сусанин: легенды и действительность. — Кострома: Костромской обществ. фонд культуры, 1997. — 352 с. — ISBN 5-89362-003-8.
- Костромская духовная семинария. Вехи истории: К 250-летию со дня основания (1747—1997). — Кострома: Б. и., 1997. — 28 с.
- Преподобный Макарий Унженский и Желтоводский: К 555-летию со дня преставления. 1444—1999 гг. . — Кострома, 1999. — 62 с.
- Макариево-Писемский Спасо-Преображенский монастырь: К 600-летию основания обители. — Кострома, 2000. — 40 с.
- Преподобный Авраамий Городецкий, Галичский и Чухломский: К 625-летию со дня преставления. 1375—2000 гг.. — Кострома, 2000. — 86 с.
- Преподобный Варнава Ветлужский. К 555-летию со дня преставления. 1445—2000 гг.. — Кострома: Костромская епархия, 2000. — 44 с.
- Церковь пророка Божия Илии на Городище в Костроме: К 350-летию возведения в камне. 1652—2002 гг.. — Кострома, 2003. — 136 с.
- Н. А. Некрасов и Костромской край: страницы истории: к 185-летию Н. А. Некрасова и 80-летию Костромского района. — Кострома: ДиАр, 2008. — 383 с. — ISBN 978-5-93645-023-5.
- Церковь святых мучеников Александра и Антонины в Селище в Костроме: к 230-летию возведения в камне. 1779 – 2009 гг.. — Кострома: ДиАр, 2010. — 368 с. — ISBN 978-5-93645-027-3.
- Трёхсотлетие Дома Романовых в Костроме: послесловие. — Кострома: Костромаиздат, 2013. — 95 с.
- И. В. Сталин — депутат Костромского городского Совета. — Кострома: ДиАр, 2014. — 144 с. — ISBN 978-5-93645-037-2.
- Старообрядческий епископ Геронтий (Лакомкин): крестный путь святителя / подгот. к публ. А. В. Соловьевой. — Кострома: ДиАр, 2015. — 384 с.
- Балины: из истории купеческой династии. — Кострома: ДиАр, 2016. — 320 с. — ISBN 978-5-93645-073-0.
- Купола над Волгой. Из истории храмов и приходов Волгореченского благочиния Костромской епархии. — М.: Абрис, 2018. — 655 с. — ISBN 978-5-00111-419-2.
- Макариев-Решемский монастырь: вехи истории. — Кинешма: Макариев-Решемский женский монастырь Кинешемской Епархии Русской Православной Церкви (Московский Патриархат, 2019. — 880 с.
- Дурасово — старообрядческий уголок Костромского края: из истории старообрядчества юго-восточной части Костромского уезда (современный Красносельский район). — Кострома, 2020. — 336 с.

- Григоров А. А. Из истории костромского дворянства / Сост., вступит. ст. и примеч. Н. А. Зонтикова. Кострома: [Костром. фонд культуры], 1993. — 472 с.
- Костромской район: Вехи истории. К 75-летию образования района. 1928 г. 2003 г. / Ред. Н. А. Зонтиков. Кострома, 2003. — 400 с.
- П. А. Малинина: эпоха и личность: К 100-летию со дня рождения П. А. Малининой и 60-летию образования Костромской области / Ред. Н. А. Зонтиков. Кострома, 2004. — 278 с.
- Герои Социалистического Труда Костромского района: 1948—1974 гг.: к 85-летию образования Костромского района. 1928—2013 гг. / сост. и ред. Н. А. Зонтиков. — Кострома : ДиАр, 2014. — 368 с.

- Возвращение Родины. О восстановлении исторических названий Костромского края // Костромская земля: Краевед. альманах Костром. обществ. фонда культуры. — Вып. I. — Кострома, 1990. — С. 15-24.
- «За службу к нам, и за кровь, и за терпение…» (Иван Сусанин. Легенды, предания, история) // Костромская земля : краевед. альм. — Вып. 2 / Костром. обл. отд-ние Всерос. фонда культуры; гл. ред. Ю. В. Лебедев. — Кострома, 1992. — С. 39—54.
- На Святом озере // Костромская земля : краевед. альм. — Вып. 3 / Костром. фонд культуры; гл. ред. Ю. В. Лебедев. — Кострома, 1995. — С. 29—77
- Из истории Благовещенского Ферапонтова монастыря на реке Монзе // К 400-летию преставления преподобного Ферапонта Монзенского. — Кострома : [б. и.], 1997. — С. 26—31.
- Символ России. О храме, изображённом на картине А. К. Саврасова «Грачи прилетели» // Костромская земля : краевед. альм. — Вып. 4 / Костром. фил. Рос. фонда культуры; гл. ред. Ю. В. Лебедев. — Кострома, 1999. — С. 7—33
- Обитель преподобного Пахомия — от закрытия к возрождению // Преподобный Пахомий Нерехтский и его обитель. К 325-летию всероссийского прославления в лике святых (1675—2000 гг.). — Кострома, 2000. — С. 23—42.
- Авраамиев Городецкий в честь Покрова Пресвятой Богородицы мужской монастырь // Православная энциклопедия — М., 2000. — Т. 1. — С. 161—163
- Авраамиев Новозаозерский в честь Успения Божией Матери мужской монастырь // Православная энциклопедия — М., 2000. — Т. 1. — С. 163
- Авраамий Галичский [Чухломской, Городецкий], преподобный / Н. А. Зонтиков, Э.Н.И. // Православная энциклопедия — М., 2000. — Т. 1. — С. 173—175
- Адриан Монзенский, преподобный // Православная энциклопедия — М., 2000. — Т. 1. — С. 319.
- Александр (Могилёв Александр Геннадиевич), архиепископ Костромской и Галичский // Православная энциклопедия — М., 2000. — Т. 1. — С. 496—497
- Александр Вочский, преподобный // Православная энциклопедия — М., 2000. — Т. 1. — С. 521—522
- Анастасиин женский монастырь [Анастасиин Ризоположенский, Анастасиин Крестовоздвиженский, Анастасиин Богоявленский] / Н. А. Зонтиков, Э.Н.И. // Православная энциклопедия — М. 2001. — Т. 2. — С. 230—231
- Антоний (Кротевич Борис Николаевич), епископ Костромской и Галичский / протоиерей В. Цыпин, Н. А. Зонтиков // Православная энциклопедия — М., 2001. — Т. 2. — С. 629
- Костромской Богоявленско-Анастасиин монастырь // Костромской Богоявленско-Анастасиин женский монастырь (1476—2001) : к 575-летию основания и 10-летию возрождения / Костромская епархия Русской Православной Церкви, Богоявленско-Анастасиин женский монастырь. — Кострома, 2001. — С. 5—36
- Архиереи костромские // Кострома : историческая энциклопедия — Кострома : Костромаиздат-850, 2002. — С. 34—40.
- Бабаевский во имя святителя Николая Чудотворца мужской монастырь // Православная энциклопедия — М., 2002. — Т. 4. — С. 237—239
- Баженов Иван Васильевич // Кострома : историческая энциклопедия — Кострома : Костромаиздат-850, 2002. — С. 43 — 44
- Баженов Иван Васильевич // Православная энциклопедия — М., 2002. — Т. 4. — С. 257—258
- Богородицко-Игрицкий в честь Смоленской иконы Божией Матери мужской монастырь // Православная энциклопедия — М., 2002. — Т. 5. — С. 506—507
- Богоявленский мужской монастырь // Православная энциклопедия — М., 2002. — Т. 5. — С. 550
- Василий Ярославович / С. К. Булдаков, Н. А. Зонтиков // Кострома : историческая энциклопедия — Кострома : Костромаиздат-850, 2002. — С. 60.
- Епархия Костромская // Кострома : историческая энциклопедия — Кострома : Костромаиздат-850, 2002. — С. 102.
- Кирха лютеранская // Кострома : историческая энциклопедия — Кострома : Костромаиздат-850, 2002. — С. 169
- Костёл католический // Кострома : историческая энциклопедия — Кострома : Костромаиздат-850, 2002. — С. 184.
- «Кострома»: происхождение названия города // Костромская земля : краевед. альм. — Вып. 5 / Костром. обществ. фонда культуры; зам. гл. ред. Н. А. Зонтиков. — Кострома, 2002. — С. 5—30
- «Костромские епархиальные ведомости» // Кострома : историческая энциклопедия — Кострома : Костромаиздат-850, 2002. — С. 187.
- Монастыри Костромы // Кострома : историческая энциклопедия — Кострома : Костромаиздат-850, 2002. — С. 206—210
- Никита Костромской, преподобный // Кострома : историческая энциклопедия — Кострома : Костромаиздат-850, 2002. — С. 221.
- Островский Павел Фёдорович, протоиерей // Кострома : историческая энциклопедия — Кострома : Костромаиздат-850, 2002. — С. 237.
- Порфирий (Успенский), епископ // Кострома : историческая энциклопедия — Кострома : Костромаиздат-850, 2002. — С. 278.
- Постатейная роспись Костромского кремля 1678 года / подгот. публ. Н. А. Зонтикова // Костромская земля : краевед. альм. — Вып. 5 / Костром. обществ. фонда культуры; зам. гл. ред. Н. А. Зонтиков. — Кострома, 2002. — С. 31 — 40
- Самарин А. Д. // Кострома : историческая энциклопедия — Кострома : Костромаиздат-850, 2002. — С. 298.
- Семинария духовная // Кострома : историческая энциклопедия — Кострома : Костромаиздат-850, 2002. — С. 300.
- Синагога // Кострома : историческая энциклопедия — Кострома : Костромаиздат-850, 2002. — С. 302.
- Соборы кафедральные Успенский и Богоявленский // Кострома : историческая энциклопедия — Кострома : Костромаиздат-850, 2002. — С. 257—258
- Травьянский Михаил Степанович // Кострома : историческая энциклопедия — Кострома : Костромаиздат-850, 2002. — С. 335.
- Училища // Кострома : историческая энциклопедия — Кострома : Костромаиздат-850, 2002. — С. 353—354
- Феодоровская икона Божией Матери // Кострома : историческая энциклопедия — Кострома : Костромаиздат-850, 2002. — С. 365—366
- Ферапонт Монзенский, преподобный, костромской святой // Кострома : историческая энциклопедия — Кострома : Костромаиздат-850, 2002. — С. 366.
- Церкви Костромы // Кострома : историческая энциклопедия — Кострома : Костромаиздат-850, 2002. — С. 373—391
- Церковно-историческое общество // Кострома : историческая энциклопедия — Кострома : Костромаиздат-850, 2002. — С. 391.
- Часовни Костромы // Кострома : историческая энциклопедия — Кострома : Костромаиздат-850, 2002. — С. 393—395
- Свято-Троицкий Ипатьевский мужской монастырь // Костромские святыни / Костромская епархия РПЦ. — Кострома, 2002. — С. 18 — 33.
- Церковь во имя святого пророка Божия Илии на Городище // Костромские святыни / Костромская епархия РПЦ. — Кострома, 2002. — С. 80 — 87.
- Церковь во имя святителя Иоанна Златоуста, архиепископа Константинопольского // Костромские святыни / Костромская епархия РПЦ. — Кострома, 2002. — С. 91 — 98.
- Богоявленско-Анастасиин женский монастырь // Русские монастыри. Поволжье: Костромская, Ивановская, Нижегородская, Йошкар-Олинская, Чебоксарская епархии. — Новомосковск: Очар. странник. — М.: Троица, 2003. — С. 112—125.
- Паисиево-Галичский Успенский женский монастырь // Русские монастыри. Поволжье: Костромская, Ивановская, Нижегородская, Йошкар-Олинская, Чебоксарская епархии. — Новомосковск: Очар. странник. — М.: Троица, 2003. — С. 132—137.
- Свято-Покровский Авраамиево-Городецкий мужской монастырь // Русские монастыри. Поволжье: Костромская, Ивановская, Нижегородская, Йошкар-Олинская, Чебоксарская епархии. — Новомосковск: Очар. странник. — М.: Троица, 2003. — С. 138—145.
- Свято-Троицкий Макариево-Унженский женский монастырь // Русские монастыри. Поволжье: Костромская, Ивановская, Нижегородская, Йошкар-Олинская, Чебоксарская епархии. — Новомосковск: Очар. странник. — М.: Троица, 2003. — С. 146—157.
- Спасо-Преображенский Макариево-Писемский женский монастырь // Русские монастыри. Поволжье: Костромская, Ивановская, Нижегородская, Йошкар-Олинская, Чебоксарская епархии. — Новомосковск: Очар. странник. — М.: Троица, 2003. — С. 158—161.
- Троице-Сыпанов Пахомиево-Нерехтский женский монастырь // Русские монастыри. Поволжье: Костромская, Ивановская, Нижегородская, Йошкар-Олинская, Чебоксарская епархии. — Новомосковск: Очар. странник. — М.: Троица, 2003. — С. 162—167.
- Варнава Ветлужский, преподобный // Православная энциклопедия — М., 2003. — Т. 6. — С. 653—655
- Варнавина во имя Святой Троицы мужская пустынь // Православная энциклопедия — М., 2003. — Т. 6. — С. 656—657
- «Великий перелом»: коллективизация в Костромском районе // Костромской район : вехи истории : к 75-летию образования района. 1928—2003 гг. / Администрация Костромского района Костромской области; ред. Н. А. Зонтиков. — Кострома, 2003. — С. 15 — 24.
- Храмы Костромского района // Костромской район : вехи истории : к 75-летию образования района. 1928—2003 гг. / Администрация Костромского района Костромской области; ред. Н. А. Зонтиков. — Кострома, 2003. — С. 116—158
- Утраченная святыня: храм Преображения Господня из села Спас-Вёжи (Спас) // Костромской район : вехи истории : к 75-летию образования района. 1928—2003 гг. / Администрация Костромского района Костромской области; ред. Н. А. Зонтиков. — Кострома, 2003. — С. 159—188
- Богородицко-Игрицкий монастырь: судьба обители // Костромской район : вехи истории : к 75-летию образования района. 1928—2003 гг. / Администрация Костромского района Костромской области; ред. Н. А. Зонтиков. — Кострома, 2003. — С. 189—199
- Василий (Преображенский Вениамин Сергеевич), епископ Кинешемский, викарий Костромской епархии / игумен Дамаскин (Орловский), Н. А. Зонтиков // Православная энциклопедия — М., 2004 — Т. 7. — С. 30 — 31
- Василий Васильевич Разумов, священномученик // Православная энциклопедия — М., 2004. — Т. 7. — С. 51
- Вениамин (Платонов Василий Николаевич), епископ Кинешемский, викарий Костромской епархии // Православная энциклопедия — М., 2004. — Т. 7. — С. 643—644
- Вениамин Железноборовский, игумен Железноборовского во имя святого Иоанна Предтечи монастыря // Православная энциклопедия — М., 2004. — Т. 7. — С. 657.
- Вера Антоновна Меркулова (в монашестве Вероника, в схиме Михаила), подвижница благочестия, схиигумения // Православная энциклопедия — М., 2004. — Т. 7. — С. 697—700
- Виссарион (Нечаев Василий Петрович), епископ Костромской и Галичский // Православная энциклопедия — М., 2004. — Т. 8. — С. 548
- Владимир Стефанович Ильинский, священномученик / Н. А. Зонтиков, игумен Дамаскин (Орловский) // Православная энциклопедия — М., 2004. — Т. 8. — С. 636.
- Иванова Л. С. Вспоминая былое / лит. запись Н. А. Зонтикова // П. А. Малинина : эпоха и личность / Администрация Костромского района Костромской области; ред. Н. А. Зонтиков. — Кострома, 2004. — С. 97 — 100
- Галичская (Чухломская, Городецкая) икона Божией Матери «Умиление» // Православная энциклопедия — М., 2005. — Т. 10. — С. 344—345
- Геннадиев в честь Преображения Господня мужской монастырь (Ярославской и Ростовской епархии) // Православная энциклопедия — М., 2005. — Т. 10. — С. 581—583
- Геннадий (в миру Григорий), преподобный Костромской и Любимоградский // Православная энциклопедия — М, 2005. — Т. 10. — С. 598—600
- Герасим, преподобный, Лухский (Луховский) / Н. А. Зонтиков, А. В. Кузьмин // Православная энциклопедия — М., 2006. — Т. 11. — С. 141—142.
- Геронтий (Лакомкин Григорий Иванович), епископ Ярославский и Костромской Русской православной старообрядческой церкви // Православная энциклопедия — М., 2006. — Т. 11. — С. 414—415
- Даниил, деятель раннего старообрядчества // Православная энциклопедия — М., 2006. — Т. 14. — С. 78 — 79.
- Диев М. Я. (1794—1866), протоиерей Троице-Сыпанова монастыря (Нерехтского уезда) // Православная энциклопедия — М., 2006. — Т. 14. — C. 686—688.
- Протоиерей Павел Острогский (1877—1937 гг.), священномученик // Книга памяти жертв политических репрессий Костромской области. — Кострома : [б. и.], 2007. — С. 194—206.
- Когда и кем был основан Ипатиевский монастырь? // Костромская земля : краевед. альм. — Вып. 6 [прил. к серии «Костромская библиотека»] / гл. ред. Н. А. Зонтиков. — Кострома, [б. и.]. — 2007. — С. 7—19.
- Димитрий Георгиевич Красный, святой, князь Галичский и Бежецкий // Православная энциклопедия — М., 2007. — Т. 15. — С. 110—112
- Дмитрий Георгиевич Шемяка / Н. А. Зонтиков, Б. Н. Флоря // Православная энциклопедия — М., 2007. — Т. 15. — С. 438—442
- Один из последних: Н. И. Серебрянский // Светочъ : альманах / Костром. церковно-ист. о-во; [гл. ред. Д. И. Сазонов]. — Кострома, 2007. — № 2. — С. 127—133.
- Домнинский во имя святых Царственных страстотерпцев императора Николая, императрицы Александры, цесаревича Алексия, великих княжон Ольги, Татианы, Марии и Анастасии женский монастырь // Православная энцикл. — М., 2007. — Т. 15. — С. 637—639.
- Монастыри Костромского края (в пределах современных административных границ Костромской области) // Светочъ : альманах / Костром. церковно-ист. о-во; [гл. ред. Д. И. Сазонов]. — Кострома, 2008. — № 3. — С. 22 — 29.
- Евгений Андреевич Елховский, священномученик / Н. А. Зонтиков, архимандрит Вениамин (Лихоманов) // Православная энциклопедия — М., 2008. — Т. 17. — С. 55 — 56.
- Евгений (Бережков Иван Николаевич), епископ Костромской и Галичский // Православная энциклопедия — М., 2008. — Т. 17. — С. 62 — 63.
- Евгений (Кобранов Евгений Яковлевич), епископ Ростовский / Н. А. Зонтиков, А. В. Урядова // Православная энциклопедия — М., 2008. — Т. 17. — С. 79 — 80.
- Железноборовский (Иаково-Железноборовский) во имя святого Иоанна Предтечи мужской монастырь Костромской и Галичской епархии / Н. А. Зонтиков, Д. Б. Кочетов // Православная энциклопедия — М., 2008. — Т. 19. — С. 133—137.
- Иаков, преподобный, Брылеевский, Железноборовский // Православная энциклопедия — М., 2009. — Т. 20. — С. 461—462.
- Иаков, преподобный, Галичский // Православная энциклопедия — М., 2009. — Т. 20. — С. 462—463.
- Иаков, преподобный, Железноборовский // Православная энциклопедия — М., 2009. — Т. 20. — С. 464—466.
- Иваново-Вознесенская и Кинешемская епархия / Н. А. Зонтиков, О. Н. Копылова // Православная энциклопедия — М., 2009. — Т. 20. — С. 659—665.
- Иваново-Вознесенское викариатство Владимирской епархии // Православная энциклопедия — М., 2009. — Т. 20. — С. 665—666.
- Ивановский в честь Успения Пресвятой Богородицы мужской монастырь // Православная энциклопедия — М., 2009. — Т. 20. — С. 672.
- Игнатий (Рождественский Николай Георгиевич), епископ Костромской и Галичский // Православная энциклопедия — М., 2009. — Т. 21. — С. 127—128.
- Игрицкая Смоленская икона Божией Матери // Православная энциклопедия — М., 2009. — Т. 21. — C. 166—167.
- Валериан Иванович Баженов // Светочъ : альманах / Костром. церковно-ист. о-во; [гл. ред. Д. И. Сазонов]. — Кострома, 2010. — № 6. — С. 160—168.
- Унжлаг // Книга памяти жертв политических репрессий Костромской области. — Кострома : [б. и.] , 2010. — Т. 1. — С. 6 — 26.
- Ипатиевский во имя Святой Троицы мужской монастырь / Н. А. Зонтиков, А. А. Турилов, Д. Б. Кочетов, О. С. Куколевская // Православная энциклопедия — М., 2011. — Т. 26. — С. 136—159.
- Иринарх (Лапшин Иоанн Игнатьевич), старообрядческий епископ Костромской и Ярославский / Н. А. Зонтиков, А. В. Урядова // Православная энциклопедия — М., 2011. — Т. 26. — С. 411—412.
- Кассиан (Ярославский Сергей Николаевич), архиепископ Костромской и Галичский // Православная энциклопедия — М., 2013. — Т. 31. — С. 520—521.
- Кинешемская и Палехская епархия // Православная энциклопедия — М., 2013. — Т. 33. — C. 527—530.
- Кинешемское викариатство Костромской епархии // Православная энциклопедия — М., 2013. — Т. 33. — С. 530—531.
- Герои ушедшей эпохи // Герои Социалистического Труда Костромского района: 1948—1974 гг. : к 85-летию образования Костром. р-на. 1928—2013 гг. / Администрация Костромского района Костромской области; сост. и ред. Н. А. Зонтиков. — Кострома, 2014. — С. 9—125
- Колхоз «XII Октябрь» (село Саметь) // Герои Социалистического Труда Костромского района: 1948—1974 гг. : к 85-летию образования Костром. р-на. 1928—2013 гг. / Администрация Костромского района Костромской области; сост. и ред. Н. А. Зонтиков. — Кострома, 2014. — С. 126—132
- Колхоз «Пятилетка» (село Петрилово) // Герои Социалистического Труда Костромского района: 1948—1974 гг. : к 85-летию образования Костром. р-на. 1928—2013 гг. / Администрация Костромского района Костромской области; сост. и ред. Н. А. Зонтиков. — Кострома, 2014. — С. 173—179
- Совхоз «Караваево» (посёлок Караваево) // Герои Социалистического Труда Костромского района: 1948—1974 гг. : к 85-летию образования Костром. р-на. 1928—2013 гг. / Администрация Костромского района Костромской области; сост. и ред. Н. А. Зонтиков. — Кострома, 2014. — С. 199—233
- К вопросу о времени основания города Судиславля // Костромская земля : краевед. альм. — Вып. 7 / гл. ред. Н. А. Зонтиков. — Кострома : ДиАр, 2014. — С. 5 — 63
- Чухлома: спорные вопросы ранней истории города // Костромская земля : краевед. альм. — Вып. 7 / гл. ред. Н. А. Зонтиков. — Кострома : ДиАр, 2014. — С. 130—156
- Прасковья Андреевна Малинина (1904—1983) // Герои Социалистического Труда Костромского района: 1948—1974 гг. : к 85-летию образования Костром. р-на. 1928—2013 гг. / Администрация Костромского района Костромской области; сост. и ред. Н. А. Зонтиков. — Кострома, 2014. — С. 132—141. Библиогр. в конце ст.
- Алексей Яковлевич Кукушкин (1902—1977) // Герои Социалистического Труда Костромского района : 1948—1974 гг. : к 85-летию образования Костром. р-на. 1928—2013 гг. / Администрация Костромского района Костромской области; сост. и ред. Н. А. Зонтиков. — Кострома, 2014. — С. 153—157
- Александра Ивановна Евдокимова (1910—1975) // Герои Социалистического Труда Костромского района : 1948—1974 гг. : к 85-летию образования Костром. р-на. 1928—2013 гг. / Администрация Костромского района Костромской области; сост. и ред. Н. А. Зонтиков. — Кострома, 2014. — С. 180—186.
- Станислав Иванович Штейман (1887—1965) // Герои Социалистического Труда Костромского района: 1948—1974 гг. : к 85-летию образования Костром. р-на. 1928—2013 гг. / Администрация Костромского района Костромской области; сост. и ред. Н. А. Зонтиков. — Кострома, 2014. — С. 225—233
- Без этого он не мог жить // Васильев Л. С. Об архитектурном наследии Костромского края. — Кострома : Инфопресс, 2014. — С. 300—302.
- В ряду славных имён // Васильев Л. С. Об архитектурном наследии Костромского края. — Кострома : Инфопресс, 2014. — С. 357.
- Костромская и Галичская епархия // Православная энциклопедия — М., 2015. — Т. 38. — С. 298—315.
- Костромская область / Н. А. Зонтиков, С. В. Таранец // Православная энциклопедия — М., 2015. — Т. 38. — С. 336—341.
- «Костромские епархиальные ведомости» // Православная энциклопедия — М., 2015. — Т. 38. — С. 341—342.
- Костромской Богоявленско-Анастасиин женский монастырь // Православная энциклопедия — М., 2015. — Т. 38. — С. 342—346.
- Костромской в честь иконы Божией Матери «Знамение» женский монастырь // Православная энциклопедия — М., 2015. — Т. 38. — С. 346—347.
- Начало террора 1937 года в Костроме: «дело о травле» депутата А. С. Николаевой // В годы репрессий. Горькие были тридцатых-сороковых / Костромская городская общественная организация пострадавших от политических репрессий. — Кострома, 2015. — С. 9—24.

- Военная игра // По Ленинскому пути. — 1983. — 13 дек. — С. 4.
- Экспозиция обновилась // По Ленинскому пути. — 1984. — 26 мая. — С. 4.
- В Островском небе сорок первого…: к 40-летию Великой Победы // По Ленинскому пути. — 1985. — 25 апр. — С. 4; 27 апр. — С. 4.
- Пушкин в Острове // По Ленинскому пути. — 1985. — 20 июня. — С. 4.
- Дочь храброго Коновницына: декабристы — на Островщине // По Ленинскому пути. — 1985. — 26 дек. — С. 4.
- Н. К. Рерих в Острове // По Ленинскому пути. — 1986. — 22 апр.- С. 4.
- Град на острове стоит…: из истории Островской крепости // По Ленин. пути. — 1986. — 3 июля. — С.
- Церковь Благовещения: монастыри и храмы Костромы // Благовест. — 1990. — Июль (№ 5). — С. 5-6.
- Церковь Бориса и Глеба: монастыри и храмы Костромы // Благовест. — 1990. — Ноябрь (№ 9). — С. 5.
- Церковь Бориса и Глеба: монастыри и храмы Костромы // Благовест. — 1991. — Январь (№ 1). — С. 5.
- Кострома: храмы на «площадке» // Благовест. — 1991. — Февраль (№ 2). — С. 6 ; Март (№ 3). — С. 10 ; Апрель / Май (№ 4). — С. 11.
- Церковь Усекновения главы Иоанна Предтечи // Благовест. — 1991. — Сентябрь / Декабрь (№ 6). — С. 6.
- Церковь Усекновения главы Иоанна Предтечи // Благовест. — 1992. — Январь / Февраль (№ 1). — С. 5.
- За службу к нам, и за кровь, и за терпение: Иван Сусанин: легенды, предания, история // Костромская земля: Краевед. альманах Костром. обл. отделения Всерос. фонда культуры. Вып. II. Кострома, 1992. — С. 39-54.
- Иван Сусанин: легенды и действительность // Вопросы истории : журнал. — 1994. — № 11.
- Когда и кем был основан Ипатьевский монастырь? // Костромская земля : Краевед. альманах Костром. обществ.фонда культуры. — Кострома, 2006. — Вып. VI. — С. 7—19.
- «Кострома»: происхождение названия города // Костромская земля: Краевед. альманах Костром. обществ. фонда культуры. Вып. V. Кострома: ГУИПП Кострома, 2002. — С. 5-30.
- На Святом озере // Костромская земля: Краевед. альманах Костром. фонда культуры. — Вып. III. — Кострома, 1995. ISBN 5-7591-0047-5 (в обл.) — С. 29—77.
- Как была закрыта мечеть в Татарской слободе Костромы // Сев. правда. — 1996. — 30 окт. — С. 3. [под псевдонимом Н. Полетаев].
- Символ России. О храме, изображённом на картине А. К. Саврасова «Грачи прилетели» // Костромская земля: Краевед. альманах Костром. филиала Рос. фонда культуры. — Вып. IV. — Кострома, 1999. ISBN 5-89362-004-6 (в обл.) — С. 7—33.
- После «великого перелома» // Сев. правда. — 2001. — 5 июля.- C. 7.
- Постатейная роспись Костромского кремля 1678 года // Костромская земля: Краевед. альманах Костром. обществ. фонда культуры. Вып. V. Кострома: ГУИПП Кострома, 2002. — С. 31-40. [Публикация].
- Церковь святителя Иоанна Златоуста в Костроме // Благовест. — 2001. — Сентябрь / Октябрь (№ 8-9). — С. 5—7.
- Церковь во имя святого пророка Божия Илии «на Городище» в Костроме. 1652—2002 // Благовест. — 2002. — Июнь (№ 5). — С. 2—12.
- Трагедия войны // Костромская старина — 2005. — № 18. — С. 1 — 7.
- Прощание с Ярилой // Новая Юность : журнал. — 2016. — № 1(130). — С. 74—88. — ISSN 0869-7361.